# 1995 KZ
1995 KZ är en asteroid i huvudbältet som upptäcktes 23 maj 1995 av den amerikanske astronomen Timothy B. Spahr vid Catalina Station.
Asteroiden har en diameter på ungefär 4 kilometer och den tillhör asteroidgruppen Phocaea.